# WAP (Cardi B)
WAP (acroniem voor Wet-Ass Pussy) is een nummer van de Amerikaanse rapper Cardi B met Megan Thee Stallion. Het nummer werd op 7 augustus 2020 uitgebracht door Atlantic Records als hoofdsingle van Cardi's aankomende tweede studioalbum. WAP is een hiphop nummer met zware bassen en een sample uit Frank Ski's single Whores in This House uit 1993. In het lied bespreken Cardi en Megan hoe ze willen dat mannen hen seksueel bevredigen. 
WAP kreeg veel lovende kritieken door de sekspositieve boodschap. Sommige conservatievere commentatoren bekritiseerden het nummer echter vanwege het seksuele karakter. Het nummer kwam binnen op de nummer 1-positie in de Billboard Hot 100, waardoor Cardi B haar vierde nummer 1-single in de VS scoorde, en Megan haar tweede. Hiermee breidde ze haar record uit als vrouwelijke rapper met de meeste nummer 1-singles in de geschiedenis van de Hot 100. Cardi B werd met dit nummer de enige vrouwelijke rapper die in twee verschillende decennia nummer 1-hits scoorde in de Billboard Hot 100. Daarnaast was het nummer het enige nummer 1-debuut van 2020 dat meerdere weken bovenaan stond. De single bereikte ook nummer 1 in Australië, Canada, Ierland, Nieuw-Zeeland en het Verenigd Koninkrijk. 
De bijbehorende videoclip, geregisseerd door Colin Tilley, bevat verschillende bekende vrouwen, waaronder de Amerikaanse realityster Kylie Jenner, zangers Normani en Rosalía en rappers Mulatto, Sukihana en Rubi Rose. De video is beschreven als een zelfverzekerde vertoning van vrouwen die hun seksuele bekwaamheid demonstreren. WAP brak het record voor het grootste 24-uursdebuut voor een samenwerking met enkel vrouwen op YouTube.
In Nederland bleef het nummer door gebrek aan airplay steken in de Tipparade maar werd wel de 16e positie behaald in de Single Top 100.

In België kwam het nummer op plek 14 van de Ultratop in Vlaanderen en plek 41 in Wallonië.

## Prijzen en nominaties
| Jaar | Organisatie             | Prijd                       | Resultaat   |
| ---- | ----------------------- | --------------------------- | ----------- |
| 2020 | American Music Awards   | Favorite Song – Rap/Hip-Hop | Gewonnen    |
| 2020 | American Music Awards   | Collaboration of the Year   | Genomineerd |
| 2020 | BreakTudo Awards        | International Music Video   | Genomineerd |
| 2020 | MTV Video Music Awards  | Song of Summer              | Genomineerd |
| 2020 | MTV Europe Music Awards | Best Video                  | Genomineerd |
| 2020 | MTV Europe Music Awards | Best Collaboration          | Genomineerd |
| 2020 | People's Choice Awards  | Song of 2020                | Genomineerd |
| 2020 | People's Choice Awards  | Music Video of 2020         | Genomineerd |
| 2020 | People's Choice Awards  | Collaboration of 2020       | Gewonnen    |
| 2020 | Soul Train Music Awards | Rhythm & Bars Award         | Genomineerd |